# أمني كيماو
أمني كيماو (بالإنجليزية: Ameny Qemau) هو خامس ملوك الأسرة الثالثة عشر التي حكمت مصر خلال الفترة الانتقالية الثانية، وقد حكم مصر لمدّة عامين، في الفترة ما بين 1793 و1791 قبل الميلاد، وله هرم شهير في جنوب دهشور يُسمّى بـ «هرم أمني كيماو»، والذي شُيد عام 1790 قبل الميلاد.